# Gilport Lions FC
Gilport Lions Football Club w skrócie Gilport Lions FC, wcześniej grał jako Botswana Meat Commission FC – botswański klub piłkarski grający w pierwszej lidze botswańskiej, mający siedzibę w mieście Lobatse.

## Występy w afrykańskich pucharach
| Sezon | Rozgrywki  | Runda   | Kraj              | Klub                     | Dom | Wyjazd | Dwumecz |
| ----- | ---------- | ------- | ----------------- | ------------------------ | --- | ------ | ------- |
| 1996  | Puchar CAF | wstępna | Lesotho           | Lesotho Defence Force FC | 4–2 | 0–0    | 4–2     |
| 1996  | Puchar CAF | 1       | Południowa Afryka | Mamelodi Sundowns FC     | 0–3 | 1–4    | 1–7     |

## Stadion
Domowe mecze klub rozgrywa na stadionie w Lobatse, który może pomieścić 22000 widzów.

## Reprezentanci kraju grający w klubie od 2005 roku
Stan na kwiecień 2023.
| - Lebogang Ditsele - Phemelo Ditsile - Moshe Gaolaolwe - Amos Godirwang - Kaelo Kgaswane - Kenanao Kgetholetsile - Keeagile Kobe - Thabo Leinanyane - Pako Lekgari - Tshepo Maikano - Thebe Maiketso - Alex Matshameko - Unobatsha Mbaiwa - Edwin Moalosi - Bakang Moeng - Michael Mogaladi - Joel Mogorosi - Gape Mohutsiwa - Phenyo Molefe - Tshephang Molefe - Elijah Montsho - Otlantshekela Mooketsi - Botlhe Moralo - Shepard Mosekgwa | - Reuben Mosweu - Jackie Mothatego - Tshepo Motlhabankwe - Hendrick Moyo - Lovemore Murirwa - Mmusa Ohilwe - Kgakgamatso Pharo - Topo Piet - Kemmy Pilato - Mosimanegape Ramoshibidu - Keorapetse Seloiso - Mandlenkosi Sibanda - Motsholetsi Sikele - Leutlwetse Tshireletso - Boitshoko Zikhale - Owen Mwendabai - Robson Chisango - Chenjerai Dube - Kelvin Maseko - Elvis Meleka - Zenzo Moyo - Sageby Sandaka - Mandlenkosi Sibanda |